# Niegocin
Der Niegocin ([nʲɛˈgɔʨin] deutsch Löwentinsee oder  Lötzener See) ist ein See in der polnischen Woiwodschaft Ermland-Masuren. Der Name steht zudem für die zugehörige Bahnstation an der Bahnstrecke Głomno–Białystok.

## Der See

Karte des Löwentinsee (um 1816)

Der Niegocin liegt in der Masurischen Seenplatte zwischen deren größten Seen, Śniardwy (Spirdingsee), mit dem er über die Seen Talter Gewässer (Tałty) und Nikolaiker See sowie eine Reihe von Kanälen und kleineren Seen verbunden ist, und Mamry (Mauersee), mit dessen Nebenseen Kissainsee (Kisajno) und Dargainensee (Dargin) er über den Lötzener Kanal (Kanał Giżycki) verbunden ist. 
Der See hat eine Fläche von 2.604 Hektar und eine größte Tiefe von etwa 40 Metern. Diese tiefste Stelle befindet sich am Nordende unweit der Stadt Giżycko (Lötzen). An seiner längsten Stelle hat er eine Ausdehnung von 10,8 Kilometern und an der breitesten von 4,8 Kilometern.
Es bestehen Planungen, über einen neuen Kanal den Spirdingsee über den Türkle-See, den Martinshagener See und dem Hessen-See mit dem Löwentinsee zu verbinden.

## Bahnhof Niegocin

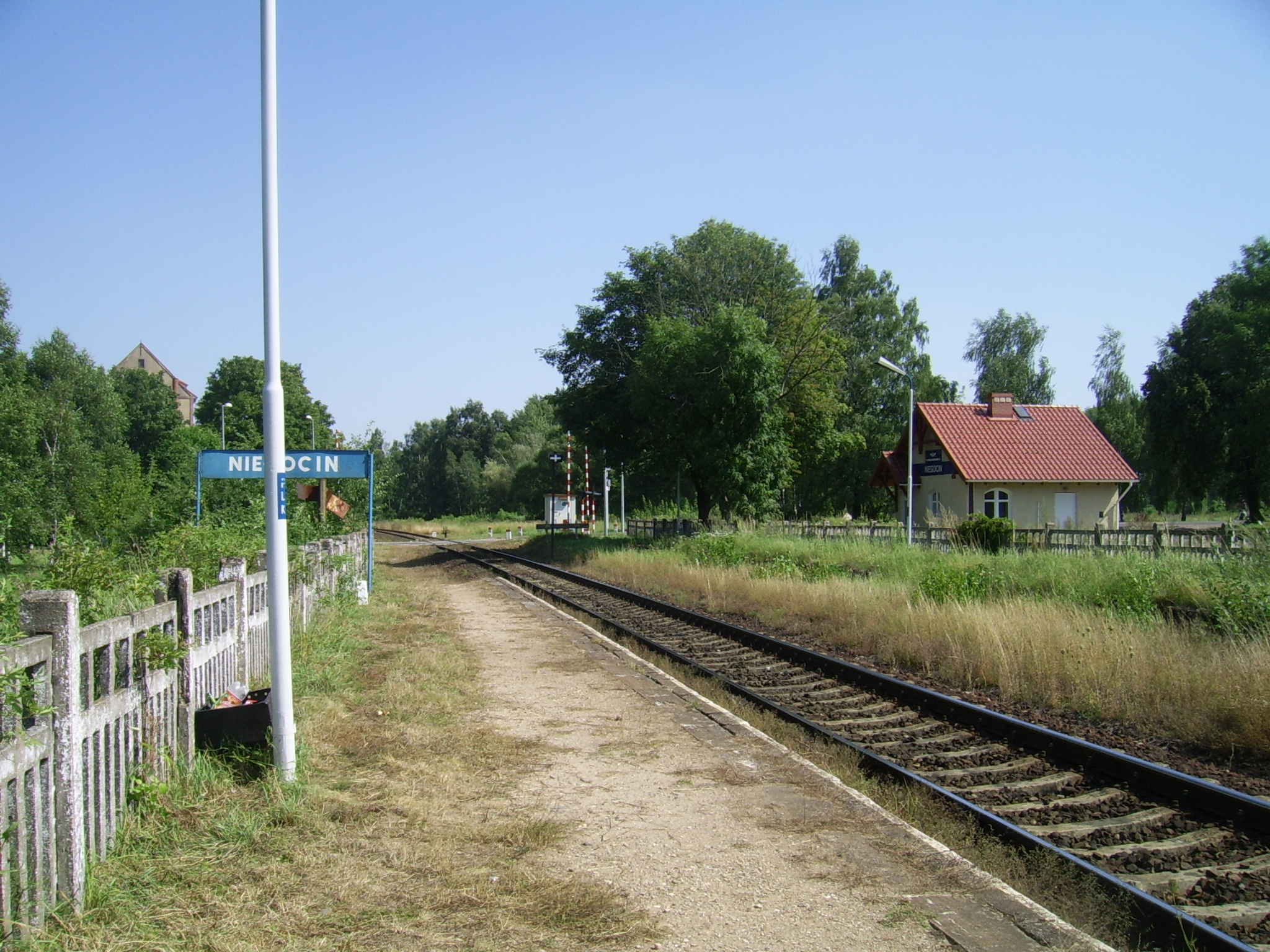
Haltepunkt Niegocin an der Bahnstrecke Głomno–Białystok

Der See ist über den Haltepunkt Niegocin an der Strecke 38 der Polnischen Staatsbahn Głomno–Białystok zu erreichen. Er liegt auf dem Ortsgebiet von Wilkasy (deutsch Willkassen, 1938 bis 1945 Wolfsee) südwestlich der Kreisstadt Giżycko (deutsch Lötzen). In Anlehnung an die in der Nähe liegende Feste Boyen trug die 1907 als Bahnhof errichtete Station zunächst den Namen Boyen.
Bahnhof Boyen war ein Wohnplatz in der Landgemeinde Willkassen im Kreis Lötzen in der preußischen Provinz Ostpreußen.